# 2015年喀什暴恐爆炸案
1·12新疆疏勒县暴恐爆炸案，是一起发生在新疆疏勒县的暴恐案件，2015年1月12日上午的新疆疏勒县警察在处置一起携带爆炸装置的案件中遭到袭击者的袭击。先后有6名袭击者欲引爆爆炸装置并持刀袭击警察，被警察全部击毙，并未造成其他平民伤亡。